# Diggle Moss
Das Diggle-Moss-Reservoir (auch Black Moss genannt) ist ein kleiner Stausee östlich von Manchester im Einzugsgebiet des Flusses Colne in West Yorkshire, England. Der Stausee diente wie mehrere andere der Wasserversorgung des Huddersfield-Narrow-Kanals.

## Der Dammbruch
Während des Baus des Huddersfield-Narrow-Kanals durch die Huddersfield Canal Company unter der Leitung von Benjamin Outram brach am 29. November 1810 nach längeren Regenfällen der Absperrdamm des Diggle-Moss-Reservoirs und erzeugte die „Black Flood“, welche den Ort Marsden im Tal des Colne überflutete. Häuser und Fabrikgebäude wurden zerstört und sechs Menschen starben.
Die Toten waren Esther Schofield, ihre Tochter Mary, acht Monate alt, ihre Brüder Joseph Haigh, 14 Jahre, und James, 12 Jahre, und ihre Nichte Betty Schofield, drei Jahre, Tochter ihrer Schwester Hannah und Joseph Schofield aus Puleside. Die sechste Tote war die Frau eines Müllers namens Bamforth. Andere Quellen nennen nur fünf Tote.
Die Kraft des Wassers war so groß, dass ein 15 Tonnen schwerer Stein 3,2 km weit das Tal hinunter getragen wurde.
Der materielle Schaden wurde mit 450 Pfund beziffert.
Im Jahr 1799 war Marsden schon einmal überflutet worden.
Das unterhalb in Richtung Wessenden gelegene weitere Reservoir, das Swillers Reservoir, auch bekannt als Swellands Reservoir, wurde 1825 gebaut und war beim Dammbruch noch nicht vorhanden.

## Ursachen
Der Stausee hat zwei Absperrbauwerke, einen westlichen Hauptdamm auf der Seite nach Diggle und einen östlichen Nebendamm Richtung Wessenden. Der Nebendamm war es, der gebrochen ist. Später wurde festgestellt, dass er nicht fachgerecht gebaut und gegründet war. Im Dammbaumaterial war Torf und in der Gründung fand man Moos und Heidekraut. Es ist nicht bekannt, ob der Damm überflutet wurde oder ins Rutschen kam. Die Bezeichnung „Black Moss“ deutet auf Moor, Moos, Torf und schwarz gefärbtes Wasser hin, daher auch „Black Flood“.